# Slina
Slina je tekućina koja nastaje u žlijezdama slinovnicama. Dnevno nastaje u fiziološkim uvjetima između 500 i 1500 mL ove bistre seromukozne tekućine. Sastav sline čini 98% voda, a ostatak mukoza (mukopolisaharidi i glikoproteini), elektroliti (natrij, kalij, kalcij, itd.), razne antibakterijske tvari (tiocijanat, antitijela IgA) i enzimi (amilaze i lipaze).
Parasimpatikus kontrolira lučenje sline. 

## Funkcije sline
Glavne funkcije sline su:
- probavna funkcija: vlaži i omekšava zalogaj; u slini se nalazi enzim ptijalin (α-amilaza)
- zaštitna funkcija: stalno lučenje sline mehanički čisti usta, održava stalnu pH vrijednost u ustima
- koagulacija: životinje ližući rane pospješuju koagulaciju

## Poremećaji lučenja sline
Povećanjem lučenja slina smatra se ako osoba luči više od 1500 mL, a smanjenje ako osoba luči manje od 500mL.

### Pojačano slinjenje
Može biti posljedica upala u ustima ili ždrijelu, trovanja nekim tvarima (npr. pilokarpin) ili u trudnoći. Bolesti središnjeg živčanog sustava također povećavaju lučenje sline (npr. encefelitis, bjesnoća).

### Smanjenje slinjenja
Do smanjenja može doći zbog bolesti žlijezda slinovnica (npr. Sjögrenov sindrom) ili u nekim općim stanjima.